# Cardinal

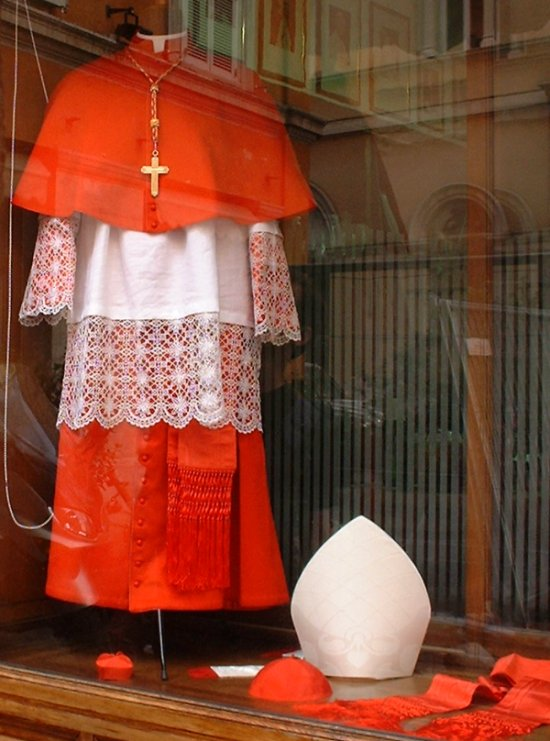
Ornat de cardinal

Cardinal (din latină cardinalis, „foarte important”, de la cardo, „axul ușii”, axul de care este prins un cadran) este un titlu acordat de papa Romei celor mai apropiați colaboratori ai săi. În data de 14 februarie 2025 numărul total al cardinalilor era de 252, din care cardinali electori erau 138.

## Colegiul cardinalilor
Pentru cardinalii de rit latin titlul complet este „Sanctae Romanae Ecclesiae cardinalis”, cardinal al Sfintei Biserici Romane. Pentru cardinalii de alte rituri decât cel latin (de exemplu de rit grec) titlul complet este „Sanctae Ecclesiae cardinalis”, cardinal al Sfintei Biserici. Dacă aceștia din urmă sunt patriarhi, atunci nu primesc o biserică titulară la Roma, nefiind astfel asociați clerului roman. Ceilalți cardinali primesc o biserică titulară la Roma.
Cardinalii formează toți la un loc colegiul cardinalilor. Acestui for îi revine din anul 1179 prerogativa alegerii noului papă. Drept de vot au doar cardinalii care nu au împlinit vârsta de 80 de ani în ziua în care a survenit sedisvacanța (de regulă ziua decesului papei în funcție). 

### Decanul colegiului cardinalilor
În fruntea colegiului cardinalilor stă cardinalul decan. Cardinalul decan poartă în mod tradițional și funcția de episcop de Ostia.
Din anul 2020 decanul colegiului cardinalilor (ales pentru o perioadă de cinci ani) este Giovanni Battista Re. Întrucât acesta a depășit vârsta de 80 de ani, nu mai are calitatea de cardinal elector. Conclavul din 2025 a fost condus din acest motiv de cardinalul Pietro Parolin.

## Cardinali din Transilvania
- Tamás Bakócz (1442-1521), cardinal din anul 1500; s-a calificat în turul al doilea al conclavului din 1513;
- Gheorghe Martinuzzi (1482-1551), episcop de Oradea, guvernator al Transilvaniei; cardinal din 1551;
- Andrei Báthory (1563-1599), arhiepiscop de Varmia, cardinal din 1584;
- Péter Pázmány (1570-1637), arhiepiscop de Esztergom, cardinal din 1629;
- Lőrinc Schlauch (1824-1902), episcop de Oradea Mare, cardinal din 1893;
- Iuliu Hossu (1885-1970), episcop de Cluj-Gherla, cardinal in pectore din 1969;
- Alexandru Todea (1912-2002), arhiepiscop și mitropolit de Alba Iulia și Făgăraș, cardinal din anul 1991;
- Lucian Mureșan (n. 1931), arhiepiscop și mitropolit al Bisericii Române Unite cu Roma (Greco-Catolică), cardinal din 2012.

## Listă de biserici titulare pentru cardinali (listă exemplificativă)
- Sant’Atanasio dei Greci
- Santa Cecilia in Trastevere
- San Clemente
- Santa Maria in Trastevere
- Biserica Sfântul Nume al Mariei din Forul lui Traian
- Santa Prassede
- Santa Sabina